# Ernia di Bochdalek
L'ernia di Bochdalek è una delle due forme di un'ernia diaframmatica congenita, l'altra forma è l'ernia di Morgagni. Un'ernia di Bochdalek è un'anomalia congenita in cui esiste un'apertura nel diaframma del bambino, che consente agli organi normalmente intra-addominali (in particolare lo stomaco e l'intestino) di sporgere nella cavità toracica. Nella maggior parte dei pazienti, il polmone interessato sarà deformato e la conseguente compressione polmonare può essere pericolosa per la vita.
Le ernie di Bochdalek si verificano più comunemente sul lato sinistro posteriore (85%, rispetto al lato destro dove avviene solo nel 15%). Questo tipo di ernia fu studiato e documentato per la prima volta dall'anatomista e patologo ceco Vincent Alexander Bochdalek (1801–1883).

## Segni e Sintomi
Nei normali casi di ernia di Bochdalek, i sintomi sono spesso osservabili contemporaneamente alla nascita del bambino. Alcuni dei sintomi di un'ernia di Bochdalek comprendono difficoltà respiratorie, respirazione rapida e aumento della frequenza cardiaca. Inoltre, se il bambino sembra avere cianosi (pelle blu), questo può anche essere un segno. Un altro modo per differenziare un bambino sano da un bambino con ernia di Bochdalek è quello di guardare il torace immediatamente dopo la nascita. Se il bambino ha un'ernia di Bochdalek può sembrare che un lato della cavità toracica sia più grande dell'altro e che l'addome sembri essere scafoide (ceduto).

## Cause
Molto probabilmente, le ernie di Bochdalek si formano durante il processo di crescita e la costruzione di organi durante lo sviluppo fetale. Durante lo sviluppo fetale, il diaframma si forma tra la settima e la decima settimana. Inoltre, durante questo periodo, si formano l'esofago, lo stomaco e l'intestino. Pertanto, un'ernia di Bochdalek si forma a causa di una malformazione del diaframma o gli intestini si bloccano nella cavità toracica durante la costruzione del diaframma. Sebbene questi siano alcuni fattori che contribuiscono all'ernia di Bochdalek, non tiene conto di tutte le variabili. Le ernie di Bochdalek, insieme alle ernie di Morgagni, sono entrambe condizioni multifattoriali, il che significa che ci sono molte ragioni e molteplici variabili che contribuiscono alle malformazioni. Ad esempio, in ogni caso potrebbero esserci condizioni genetiche o ambientali che possono aumentare la probabilità di questo difetto alla nascita.

## Diagnosi
Un modo per determinare se un bambino ha effettivamente un'ernia di Bochdalek sarebbe quello di far eseguire a un pediatra un esame obiettivo sul bambino. Una radiografia del torace può anche essere eseguita per esaminare le anomalie non solo dei polmoni, ma anche del diaframma e dell'intestino. Oltre a questi, un medico può anche fare un esame del sangue, prelevando sangue arterioso per verificare e determinare quanto bene sta respirando il bambino e la sua capacità di respirare. È inoltre possibile eseguire un test cromosomico (eseguito mediante analisi del sangue) per determinare se il problema fosse o meno genetico. I medici possono anche eseguire un'ecografia del cuore (ecocardiogramma) per valutare la salute del cuore.

## Trattamento
Sono disponibili diversi percorsi per il trattamento. Il primo passo nel trattamento include l'ammissione del bambino in TIN (unità di Terapia Intensiva Neonatale). Il percorso di trattamento preferito per la maggior parte dell'ernia di Bochdalek è che i bambini ricoverati in terapia intensiva neonatale vengono sottoposti a un ventilatore meccanico per facilitare la respirazione. Molto raramente l'ernia sarà abbastanza piccola da non essere notata. È più probabile che sia asintomatico se si trova sul lato destro del torace. Se il bambino non può essere stabilizzato mediante trattamenti medici e ventilazione meccanica, la via alternativa prevede l'inserimento dei neonati in una macchina di bypass cardiaco / polmonare temporanea, chiamata ECMO, che sta per ossigenazione della membrana extracorporea.  L'ECMO consente all'ossigeno di essere regolato nel sangue e quindi pompa il sangue in tutto il corpo. Normalmente, questa macchina viene utilizzata per stabilizzare le condizioni del bambino. Si preferisce stabilizzare il bambino prima dell'intervento, per ridurre al minimo le complicanze, se possibile. L'unico trattamento è la chirurgia.
Dopo che il bambino è stabile e il suo stato è migliorato, il diaframma può essere riparato e gli organi fuori posto possono essere spostati nella loro posizione corretta. Questo viene fatto tramite riparazione primaria in cui il diaframma rimanente viene allungato per coprire il foro o un muscolo addominale viene diviso in modo che possa essere utilizzato per allungare sopra il foro e l'ultima opzione è con un cerotto Gore-Tex, che ha un rischi di successiva infezione o nuova ernia. Sebbene si tratti di vari trattamenti per l'ernia di Bochdalek, non garantisce che il bambino sopravviva.  Poiché il bambino deve sottoporsi ad alcuni o tutti i trattamenti precedenti, la degenza in ospedale del bambino è di solito più lunga di quella di un neonato "normale". I bambini medi nati con un'ernia di Bochdalek rimangono in ospedale tra 23,1 e 26,8 giorni. Un bambino che deve andare all'ECMO avrà un soggiorno più lungo e probabilmente un esito peggiore di uno che si è stabilizzato senza ECMO.

## Prognosi
L'ernia di Bochdalek può essere una condizione pericolosa per la vita. Circa l'85,3% dei neonati nati con un'ernia di Bochdalek presenta immediatamente un rischio elevato. I bambini nati con un'ernia di Bochdalek hanno "un alto tasso di mortalità a causa di insufficienza respiratoria". Tra il 25 e il 60% dei bambini con ernia di Bochdalek muore. I polmoni, il diaframma e il sistema digestivo si formano tutti contemporaneamente, quindi quando un'ernia di Bochdalek consente agli organi addominali di invadere la cavità toracica anziché rimanere sotto il diaframma nella posizione corretta, pone il bambino in condizioni critiche. Questi "corpi estranei" nella cavità toracica comprimono i polmoni, compromettendo il loro corretto sviluppo e causando ipoplasia polmonare . Poiché i polmoni dei bambini che soffrono di ernia di Bochdalek hanno meno alveoli rispetto ai polmoni normali, le ernie di Bochdalek sono condizioni potenzialmente letali a causa di difficoltà respiratorie .  Inoltre, se l'invasione dell'intestino o dello stomaco perfora il polmone, i polmoni non possono riempirsi completamente di aria. Il bambino non sarà sano o stabile con questa condizione perché non può assorbire abbastanza aria e ossigeno per mantenere il corpo che funziona correttamente. Come i polmoni, anche l'intestino può avere problemi a svilupparsi correttamente. Se l'intestino è intrappolato all'interno dei polmoni, i polmoni e l'intestino potrebbero non ricevere la quantità di sangue di cui hanno bisogno per rimanere sani e funzionare correttamente.

## Epidemiologia
Le ernie di Bochdalek rappresentano circa dallo 0,17% al 6% di tutti i casi di ernia diaframmatica quando compaiono spontaneamente negli adulti e circa una su 2200-12.500 nascite ogni anno. I bambini nati con un'ernia di Bochdalek hanno più probabilità di avere un altro difetto alla nascita causato dall'ernia. Circa il venti percento di quei bambini nati con un'ernia di Bochdalek ha anche un difetto cardiaco congenito. Inoltre, i bambini nati con questa condizione possono anche avere altre anomalie. "Tra il cinque e il sedici percento dei bambini ha un'anomalia cromosomica." Nella maggior parte dei casi, le ernie sul lato sinistro o le ernie di Bochdalek hanno un rapporto di 3: 2 tra maschi e femmine. In altre parole, le ernie di Bochdalek sono più comuni negli uomini.

## Trucco mnemonico
Un modo utile per ricordare la localizzazione di questa ernia rispetto all'ernia di Morgagni è la filastrocca in inglese "Bochdalek is back and to the left" (con riferimento alla localizzazione postero-laterale).